# メディカルラリー
メディカルラリーとは、医師、看護師、救急救命士など救急医療に携わる者が主に病院前救護における知識、技術を競う競技会である。

## 概要
競技会の形態としては各職種を含む4-6名を1チームとして行われることが多い。
薬剤師や救急救命士以外の消防隊員を対象にしたもの、医療関係の学生を対象としたものやこどもメディカルラリーなどもある。
外傷、内因性疾患、心肺停止患者に対する心肺蘇生法、現場での安全確保の手順、トリアージなど多数傷病者への対応などが問われる。

## 全国のメディカルラリー
| 名称                     | 日程     | 開催地 | 主催者                         | 備考 |
| ------------------------ | -------- | ------ | ------------------------------ | ---- |
| 千里メディカルラリー     | 10月中旬 | 大阪府 | 大阪府済生会千里病院           |      |
| さぬきメディカルラリー   | 5月      | 香川県 |                                |      |
| 奈良メディカルラリー     | 11月     | 奈良県 | 奈良県立医科大学附属病院       |      |
| 西九州メディカルラリー   | 11月     | 長崎県 | 長崎大学病院                   |      |
| 三重メディカルラリー     | 11月     | 三重県 | 三重メディカルラリー実行委員会 |      |
| 神戸メディカルラリー     |          | 兵庫県 |                                |      |
| 南大阪メディカルラリー   | 12月     | 大阪府 |                                |      |
| 枚方メディカルラリー     |          | 大阪府 |                                |      |
| うおぬまメディカルラリー |          | 新潟県 |                                |      |
| 島根メディカルラリー     | 10月     | 島根県 | 島根メディカルラリー実行委員会 |      |